# Michel Tremblay
Michel Tremblay (n. 25 iunie 1942, Montréal, Québec, Canada) este un dramaturg, romancier și scenarist canadian francofon.

## Viața
Michel Tremblay s-a născut la Montréal, în Québec, Canada, la 25 iunie 1942.
Michel Tremblay nu are nicio legătură de înrudire cu Roland Michel Tremblay, autor francofon (romancier, poet și scenarist) originar din orașul Québec, provincia Québec, Canada.

## Romane, povești și povestiri
- Contes pour buveurs attardés (1966)
- La Cité dans l'œuf (1969)
- C't'à ton tour, Laura Cadieux (1973)
- Le Cœur découvert (1986)
- Les Vues animées (1990)
- Douze coups de théâtre: récits (1992)
- Le Cœur éclaté (1993)
- Un ange cornu avec des ailes de tôle (1994)
- La nuit des princes charmants (1995)
- Le Fantôme de Don Carlos(1996)
- Quarante-quatre minutes, quarante-quatre secondes (1997)
- Hôtel Bristol New York, N.Y (1999)
- L'Homme qui entendait siffler une bouilloire (2001)
- Bonbons assortis (2002)
- Le Cahier noir (2003)
- Le Cahier rouge (2004)
- Le Cahier bleu (2005)
- Le Trou dans le mur (2006)
- La Traversée du continent (2007)
- Chroniques du Plateau Mont-Royal, serie de șase romane[8]:

La grosse femme d'à côté est enceinte (1978)
Thérèse et Pierrette à l'école des Saints-Anges (1980)
La Duchesse et le roturier (1982)
Des nouvelles d'Édouard (1984)
Le Premier Quartier de la lune (1989)
Un objet de beauté (1997)
- La Traversée de la ville[9] (2008)

## Opera dramatică
- Le Train (1964).
- Les Belles-Sœurs (1968).
- En pièces détachées (1970).
- À toi, pour toujours, ta Marie-Lou (1970)
- Trois petits tourts (1971).
- Demain matin, Montréal m'attend (1972).
- Hosanna et La Duchesse de Langeais (1973).
- Bonjour, là, bonjour (1974).
- Les Héros de mon enfance (1976).
- Sainte Carmen de la Main et Surprise! Surprise! (1976).
- Damnée Manon, sacrée Sandra (1977).
- L'Impromptu d'Outremont (1980).
- Les Anciennes Odeurs (1981).
- Albertine en cinq temps (1984).
- Le Gars de Québec à partir de L'Inspecteur[10] de Nikolaï Gogol[11]. (1985).
- Le Vrai monde? (1987).
- Nelligan (1990).
- La Maison suspendue (1990).
- Marcel poursuivi par les chiens (1992).
- En circuit fermé (1994).
- Messe solennelle pour une pleine lune d'été (1996).
- Encore une fois si vous le permettez (1998).
- L'État des lieux (2002).
- Impératif présent (2003).
- Le Paradis à la fin de vos jours, (2008).

## Scenarii de filme
- Françoise Durocher, waitress

ONF, 1972, 29 min. Scenariul: Michel Tremblay; realizarea: André Brassard
- Il était une fois dans l'est

Ciné/Art, Montréal, 1974, 100 min. Scenariul: André Brassard și Michel Tremblay; dialoguri: Michel Tremblay; realizarea: André Brassard
- Parlez-nous d'amour

Films 16, Montréal, 1976, 122 min. Scenariul: Michel Tremblay; realizarea: Jean-Claude Lord
- Le Soleil se lève en retard

Films 16, Montréal, 1977, 111 min. Scenariul: Michel Tremblay; realizarea: André Brassard
- C'ta ton tour, Laura Cadieux

Montréal, 1998, 92 min. scenariul: Michel Tremblay, realizarea: Denise Filiatrault și rolul principal: Ginette Reno

## Vezi și
- Listă de dramaturgi canadieni